# Parc Natural de s'Albufera des Grau
El Parc Natural de s'Albufera des Grau, la zona humida més gran de Menorca, és el nucli de la Reserva de la Biosfera de l'illa, que engloba tota l'illa, que va ser declarada d'interès internacional pel programa MAB-UNESCO. Està situat al nord-est de l'illa de Menorca, dins del municipi de Maó i a uns dos quilòmetres de la ciutat de Maó. Ocupa una extensió de 1.947 hectàrees, de les quals 72 pertanyen a l'Albufera des Grau pròpiament dita i a les quals cal afegir la zona inundable coneguda com es Prat; diverses basses, entre les quals destaquen la de Morella i la de sa Torreta; l'Illa d'en Colom, de 60 hectàrees, i el Cap de Favàritx. Els seus valors naturals i paisatgístics han fet mereixedora l'àrea de la declaració de Parc Natural.
Es distingeixen tres àrees: l'Illa d'en Colom, la zona del Cap de Favàritx-Prat de Morella i la llacuna i Prat de s'Albufera. Cada àrea inclou una gran varietat d'ecosistemes: zones humides, terres de conreu i pastura, monts boscosos, comunitats litorals, penya-segats, dunes i nombroses platges: S'Escala, Cala Presili, S'Arenal de Morella, Cala Tortuga, Cala en Cavaller, Cala de sa Torreta, Tamarells del Nord, Tamarells del Sud, Arenal d'en Moro (Illa d'en Colom), Els Tamarells (Illa d'en Colom) i Platja d'es Grau.

## Flora i fauna
La massa forestal del parc està dominada per pinars de pi bord, bosquets de tamarells i alzinars, entre els quals habiten lirons i tórtores.

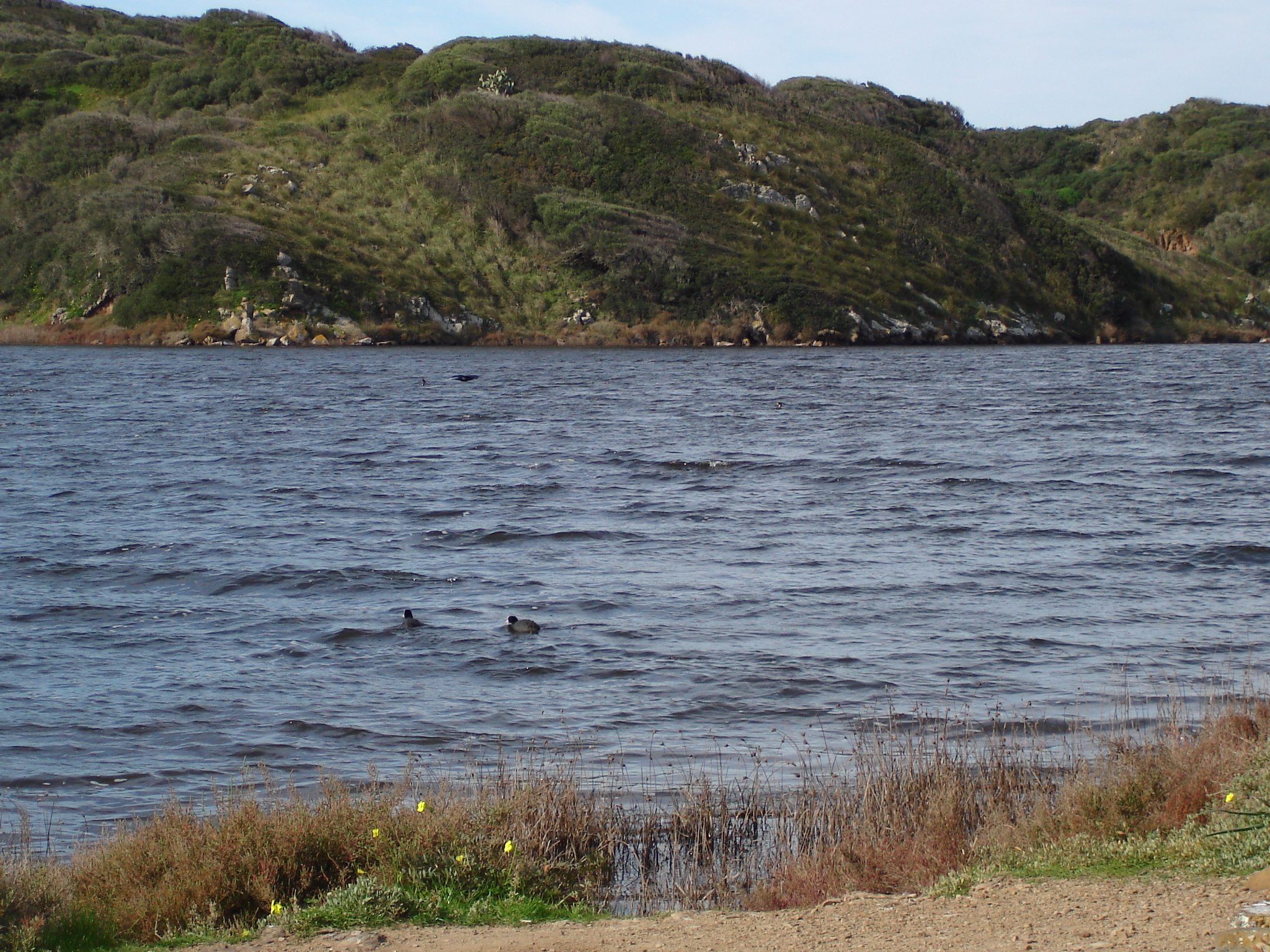
Vista de l'Albufera des Grau

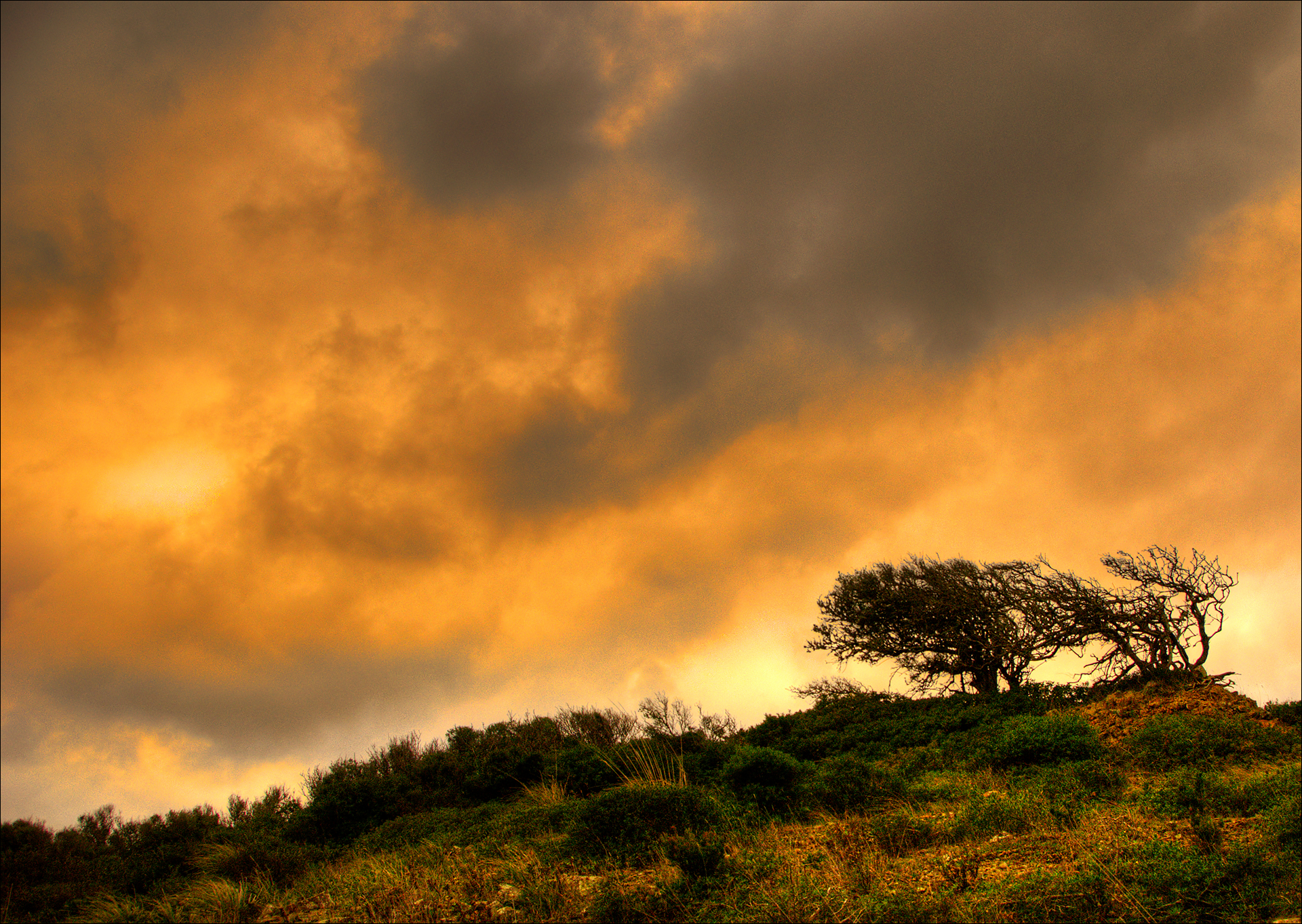
Mont de l'Albufera des Grau

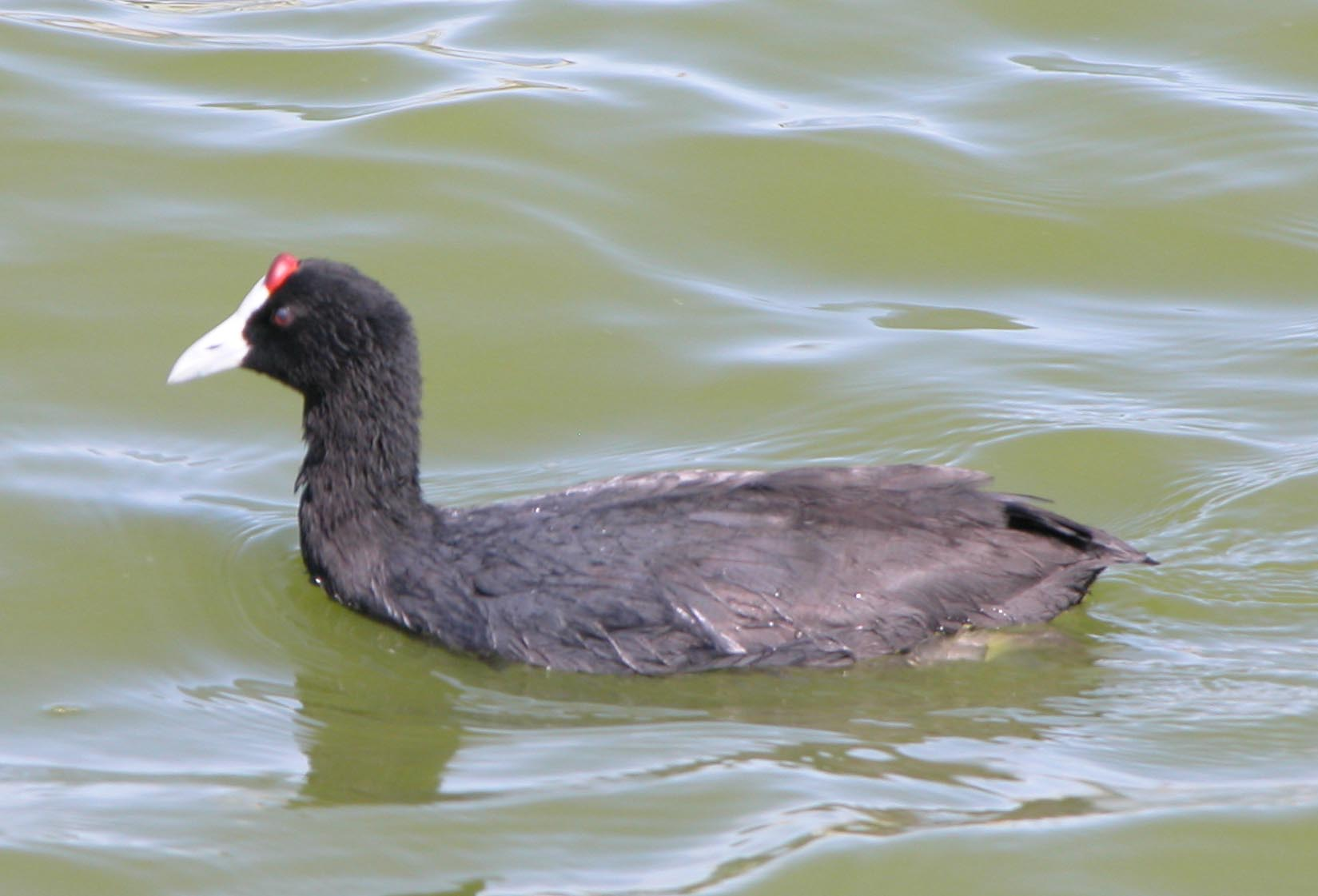
Fotja

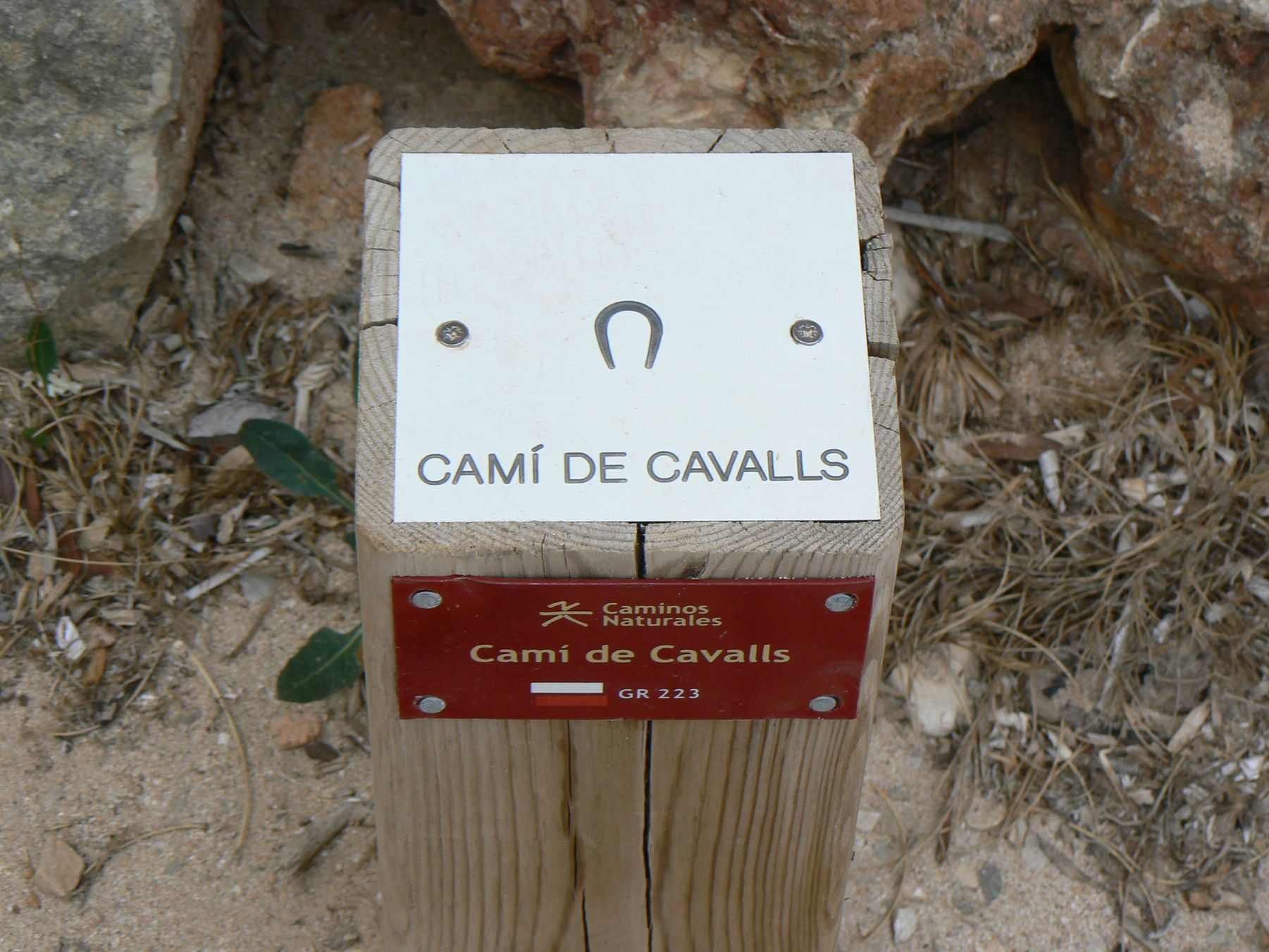
Camí de Cavalls

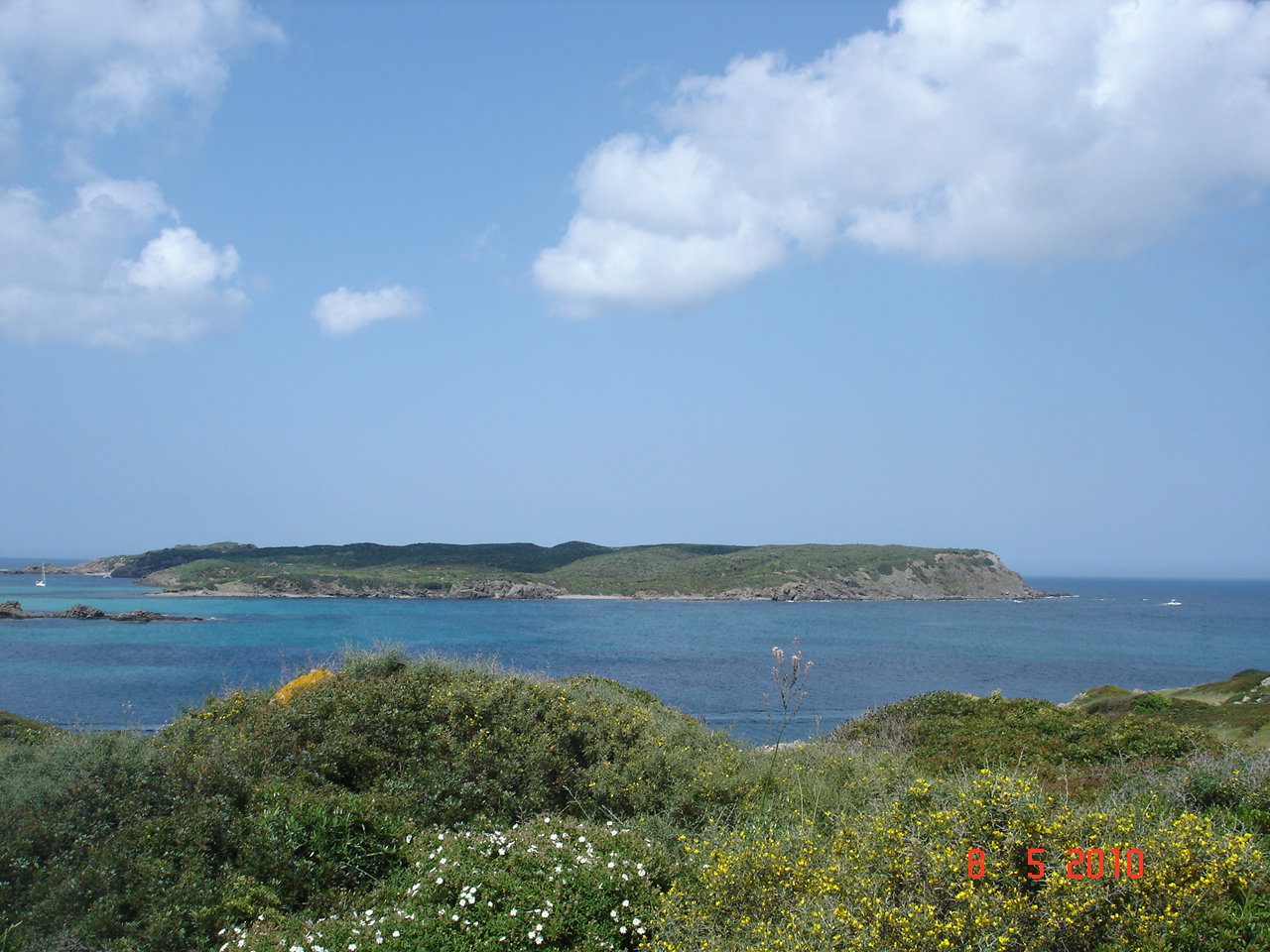
L'Illa d'en Colom, vista des d'es Grau

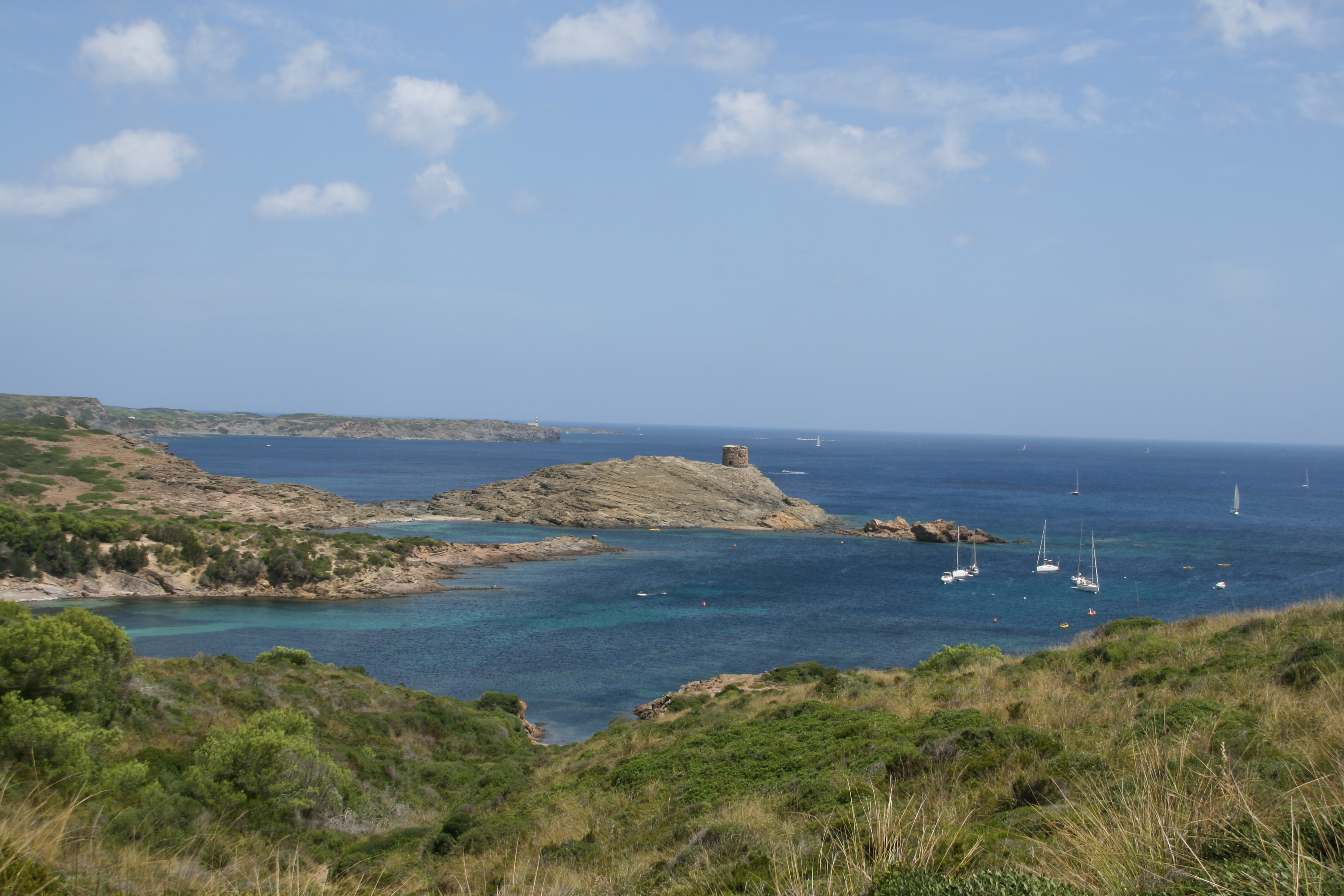
Sa Torreta, a l'altre costat de la cala des Tamarells.

### Albufera
Tot l'espai que abraça l'albufera des Grau és d'una gran riquesa mediambiental, ja que al seu terreny s'hi concentren una gran varietat de biòtops. A les zones humides de l'albufera abunden les plantes submergides a l'aigua, entre les quals destaquen el càrritx i els joncs. Als torrents que aboquen l'aigua a la llacuna hi ha boves i oms. Durant tot l'any habiten l'ànec coll-verd, la fotja i el cabussó petit; mentre que altres, de l'ànec xiulador, el boix i el corb marí gros.

### Basses
Com a l'albufera, oms i boves proliferen a les basses del Parc Natural. És habitual veure-hi granotes i gripaus, mentre que els peixos de la llacuna són l'anguila, la gambúsia i la llissa. Hom troba bàsicament les mateixes aus que a l'albufera.

### Litoral
Les àrees més properes al litoral d'aquest Parc Natural concentren el major nombre d'espècies exclusives de Menorca, com el fals aladern i el safrà. A les platges i a les dunes creixen el borró, el narcís de mar i la ruda de ca, que és un endemisme. Abunden aus com el roquer solitari, el colom salvatge i el falcó pelegrí.

## Arqueologia
L'albufera inclou alguns dels monuments megalítics més importants dels conservats a Menorca. Compta amb algunes restes arqueològiques entre les quals es troben els vestigis de la cultura talaiòtica de la finca de sa Torreta.

## Torres de defensa
Al costat del poblat de sa Torreta hi ha una torre de defensa medieval i, no gaire lluny, una altra del segle xviii. A més, el parc comprèn part de l'antic Camí de Cavalls que envolta l'illa.

## Itineraris
A l'albufera es poden fer tres recorreguts o itineraris:
- L'itinerari de "Sa Gola" recorre el canal de sa Gola i la zona dunar de la platja des Grau.
- L'itinerari de Santa Madrona voreja la costa sud-oest de l'albufera, ideal per observar aus aquàtiques, ja que es troba molt pròxim a la llacuna i disposa de diversos miradors i aguaits.
- L'tinerari del mirador de Cala Llimpa recorre la part sud-est de la llacuna.